# Hagenius brevistylus
Hagenius brevistylus är en trollsländeart som beskrevs av Selys 1854. Hagenius brevistylus ingår i släktet Hagenius och familjen flodtrollsländor. IUCN kategoriserar arten globalt som livskraftig. Inga underarter finns listade i Catalogue of Life.

## Bildgalleri

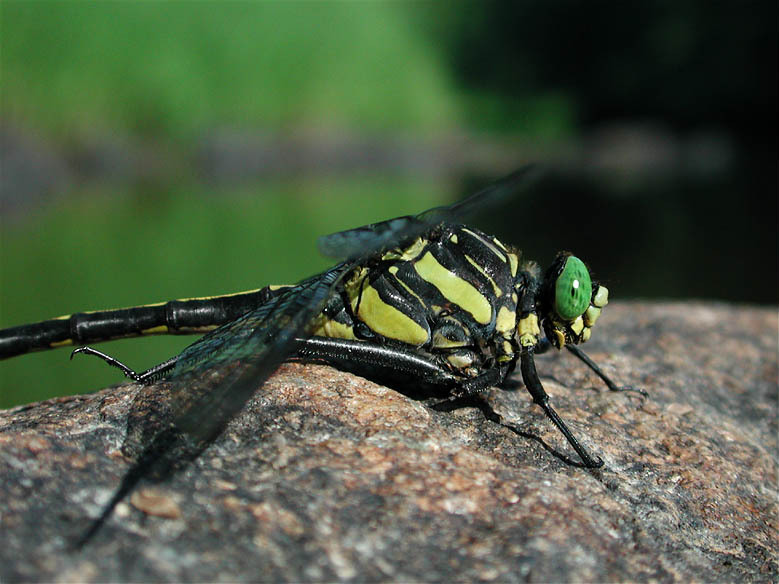
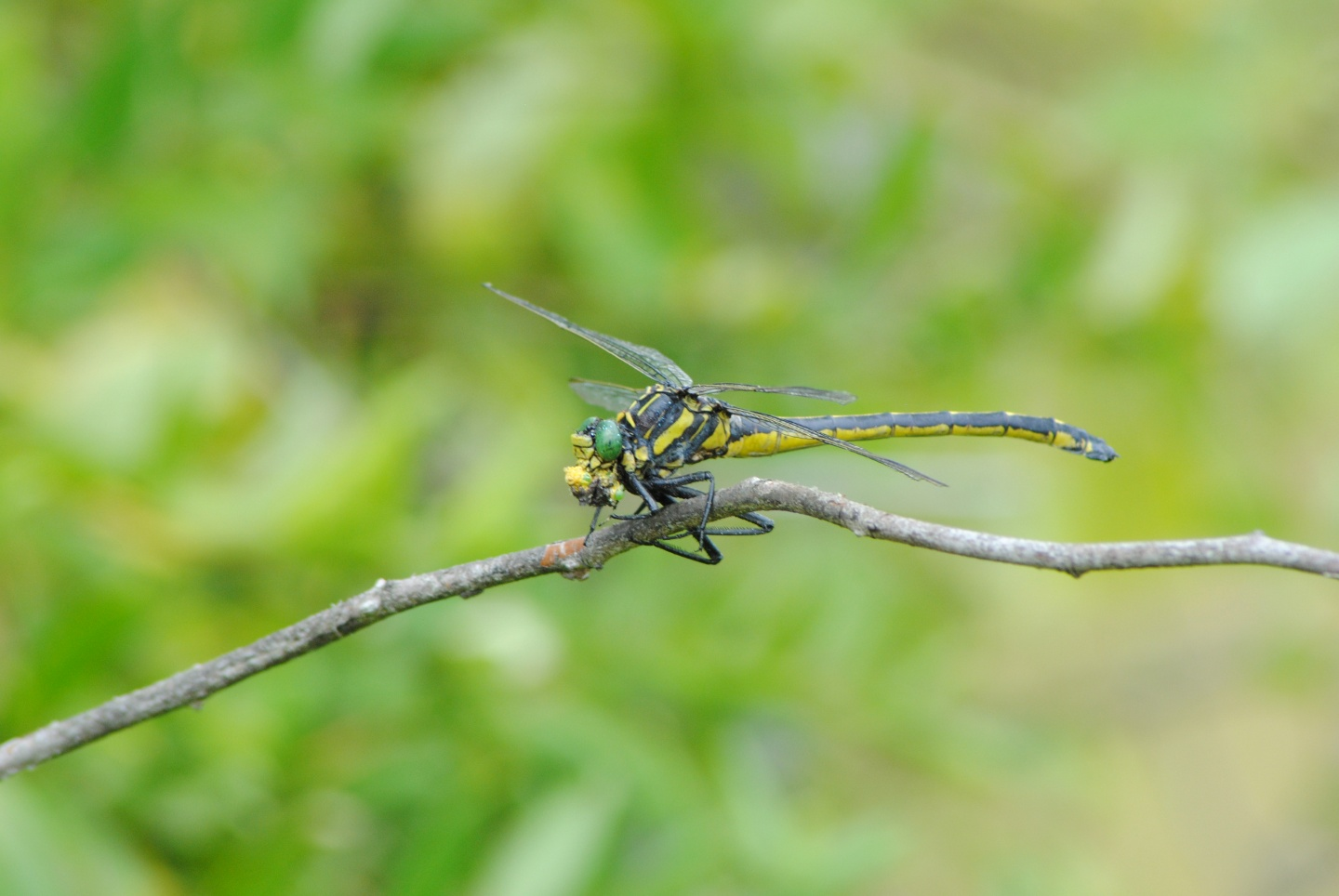